# Teresa & Maria
Teresa & Maria (укр. Тереза та Марія) — песня украинских исполнительниц Jerry Heil и Alyona Alyona, победитель национального отбора на «Евровидение-2024». В финале конкурса песня заняла 3-е место.

## Описание
«Teresa & Maria» является коллаборацией двух украинских певиц, рэп-исполнительцы Alyona Alyona (настоящее имя Алёна Савраненко) и певицы-блогера Jerry Heil (Яна Шемаева). Они объединились для участия в отборе на «Евровидение-2024». Песня начинается с напева Jerry Heil, а затем к ней присоединяется Alyona Alyona, исполняя рэп-партию. Припев они исполняют вдвоем, на разных языках — украинском и английском. Текст песни содержит отсылку к образам матери Терезы и Девы Марии, а её смысл заключается в объединении женщин для того, чтобы одержать важную победу. В частности, выступление двух девушек считали символическим, потому что оно показывало объединение Украины для борьбы с врагом.
Песня была опубликована ещё до конкурса на платформах YouTube, Spotify, Deezer, Apple Music, iTunes и Shazam. Она попала в соответствующие чарты не только на Украине, но и в других странах, среди которых Польша, Финляндия и Чехия. На официальном ютуб-канале alyona alyona ещё до начала национального отбора на «Евровидение» песня имела более 4,2 млн прослушиваний.
По мнению букмекеров, «Teresa & Maria» была абсолютным фаворитом на победу в отборе; её шансы оценивались в 65 %. Выступление исполнительниц состоялось 3 февраля 2024 года, но из-за технических неисправностей с электронным сервисом госуслуг «Дия» результаты были объявлены только на следующие сутки. Дуэт получил 10 баллов из 11 от жюри (уступив группе Ziferblat), и 11 из 11 баллов от зрителей, и занял первое место с общим результатом 21 балл (Ziferblat набрали 19 баллов, Melovin — 18 баллов).
7 мая исполнительницы выступили с конкурсной песней в первом полуфинале Евровидения, и вышли в финал; позже стало известно, что в полуфинале песня набрала 173 баллов, заняв второе место. В финале песня была представлена второй по счету, после выступления от Швеции и перед выступлением Германии. Украина получила 146 баллов и пятое место от жюри, а также 307 баллов и третье место от телезрителей, в итоге замкнув топ-3 конкурса.  